# 三友仁志
三友 仁志（みとも ひとし、1956年 - ）は、日本の情報学者。学位は、博士（工学） （豊橋技術科学大学・論文博士・1992年）。早稲田大学大学院アジア太平洋研究科長・教授、早稲田大学デジタル・ソサエティ研究所長。情報通信学会会長。

## 人物・経歴
神奈川県生まれ。1979年横浜国立大学経営学部会計学科卒業。筑波大学大学院環境科学研究科環境科学専攻修士課程修了後、1986年日本学術振興会特別研究員。1987年筑波大学大学院社会工学研究科博士課程単位取得満期退学。1988年名古屋商科大学専任講師。1992年豊橋技術科学大学より博士（工学）の学位を取得、日本地域学会奨励賞受賞。
1992年専修大学商学部助教授。1998年専修大学商学部教授。1999年郵政省郵政研究所特別研究官。2000年早稲田大学大学院国際情報通信研究科教授。2001年早稲田大学プロジェクト研究所所長。2003年国土交通省国土審議会専門委員。2004年総務省情報通信審議会専門委員。
2006年ITヘルスケア学会会長。2007年ストックホルム商科大学客員教授。2008年日本地域学会論文賞受賞。2009年早稲田大学大学院アジア太平洋研究科教授。同年情報通信月間推進協議会会長表彰情報通信功績賞受賞。2012年電波の日総務大臣表彰受賞。2016年早稲田大学デジタル・ソサエティ研究所長。
2019年早稲田大学大学院アジア太平洋研究科長、情報通信学会会長。総務省情報通信行政・郵政行政審議会委員、International Telecommunications Society副会長、内閣府高度情報通信ネットワーク社会推進戦略本部委員なども務めた。

## 著書
- 『通話の経済分析 : 外部性と料金の理論』日本評論社 1995年
- 『テレワーク社会 : 導入マニュアル・ワークシート付き』（編著）NTT出版 1997年
- 『マルチメディア経済』（編著）文眞堂 1998年
- 『大災害と情報・メディア : レジリエンスの向上と地域社会の再興に向けて』（編著）勁草書房 2019年